# Collegio di Huddersfield
Huddersfield è un collegio elettorale inglese della Camera dei comuni del Parlamento del Regno Unito, situato nel West Yorkshire, nella regione dello Yorkshire e Humber. Elegge un membro del Parlamento con il sistema maggioritario a turno unico; l'attuale parlamentare è Harpreet Uppal del Partito Laburista, che rappresenta il collegio dal 2024.

## Estensione

Huddersfield dal 2010 al 2024

- 1983-2010: i ward del Borough di Kirklees di Almondbury, Birkby, Dalton, Deighton, Newsome e Paddock.
- 2010-2024: i ward del borgo di Kirklees di Almondbury, Ashbrow, Dalton, Greenhead e Newsome.
- dal 2024: i ward del borgo di Kirklees di Almondbury; Ashbrow; Crosland Moor and Netherton; Dalton (distretti elettorali DA01, DA02, DA03, DA04, DA05, DA07 e DA08); Greenhead e Newsome.[1]

## Membri del Parlamento
| Elezione | Elezione                           | Deputato           | Partito            |
| -------- | ---------------------------------- | ------------------ | ------------------ |
|          | 1832                               | Lewis Fenton       | Whigs              |
| 1834 (S) | John Blackburne                    |                    | Whigs              |
| 1837 (S) | Edward Ellice                      |                    | Whigs              |
| 1837     | William Rookes Crompton Stansfield |                    | Whigs              |
| 1853 (S) | George Robinson                    |                    | Whigs              |
|          | 1857                               | Edward Akroyd      | Liberale           |
| 1859     | Edward Leatham                     |                    | Liberale           |
| 1865     | Thomas Pearson Crosland            |                    | Liberale           |
| 1868     | Edward Leatham                     |                    | Liberale           |
| 1886     | William Summers                    |                    | Liberale           |
|          | 1893 (S)                           | Joseph Crosland    | Conservatore       |
|          | 1895                               | James Woodhouse    | Liberale           |
| 1906 (S) | Arthur Sherwell                    |                    | Liberale           |
| 1918     | Charles Sykes                      |                    | Liberale           |
| 1922     | Arthur Marshall                    |                    | Liberale           |
|          | 1923                               | James Hudson       | Laburista          |
|          | 1931                               | William Mabane     | Liberale Nazionale |
|          | 1945                               | Joseph Mallalieu   | Laburista          |
|          | 1950                               | Collegio abolito   | Collegio abolito   |
|          | 1983                               | Collegio ri-creato | Collegio ri-creato |
|          | 1983                               | Barry Sheerman     | Laburista Co-Op    |
|          | 2024                               | Harpreet Uppal     | Laburista          |

## Risultati elettorali

### Elezioni negli anni 2020
| Partito                    | Partito                                | Candidato                  | Risultati 4 luglio 2024 | Risultati 4 luglio 2024 |
| Partito                    | Partito                                | Candidato                  | Voti                    | %                       |
| -------------------------- | -------------------------------------- | -------------------------- | ----------------------- | ----------------------- |
|                            | Laburista                              | Harpreet Uppal             | 15 101                  | 37,60                   |
|                            | Verdi                                  | Andrew Cooper              | 10 568                  | 26,31                   |
|                            | Conservatore                           | Tony McGrath               | 6 559                   | 16,33                   |
|                            | Reform UK                              | Susan Laird                | 6 196                   | 15,43                   |
|                            | Lib Dem                                | Jan Dobrucki               | 1 741                   | 4,33                    |
|                            |                                        |                            |                         |                         |
| Iscritti                   | Iscritti                               | Iscritti                   | 77 795                  | 100,00                  |
| ↳ Votanti (% su iscritti)  | ↳ Votanti (% su iscritti)              | ↳ Votanti (% su iscritti)  | 40 165                  | 51,63                   |
| ↳ Astenuti (% su iscritti) | ↳ Astenuti (% su iscritti)             | ↳ Astenuti (% su iscritti) | 37 630                  | 48,37                   |
|                            |                                        |                            |                         |                         |
|                            | Esito: collegio confermato a Laburista |                            |                         |                         |

### Elezioni negli anni 2010
| Partito                    | Partito                                      | Candidato                  | Risultati 12 dicembre 2019 | Risultati 12 dicembre 2019 |
| Partito                    | Partito                                      | Candidato                  | Voti                       | %                          |
| -------------------------- | -------------------------------------------- | -------------------------- | -------------------------- | -------------------------- |
|                            | Laburista Co-Op                              | Barry Sheerman             | 20 509                     | 48,97                      |
|                            | Conservatore                                 | Ken Davy                   | 15 572                     | 37,18                      |
|                            | Lib Dem                                      | James Wilkinson            | 2 367                      | 5,65                       |
|                            | Verdi                                        | Andrew Cooper              | 1 768                      | 4,22                       |
|                            | Brexit                                       | Stuart Hale                | 1 666                      | 3,98                       |
|                            |                                              |                            |                            |                            |
| Iscritti                   | Iscritti                                     | Iscritti                   | 65 525                     | 100,00                     |
| ↳ Votanti (% su iscritti)  | ↳ Votanti (% su iscritti)                    | ↳ Votanti (% su iscritti)  | 41 882                     | 63,92                      |
| ↳ Astenuti (% su iscritti) | ↳ Astenuti (% su iscritti)                   | ↳ Astenuti (% su iscritti) | 23 643                     | 36,08                      |
|                            |                                              |                            |                            |                            |
|                            | Esito: collegio confermato a Laburista Co-Op |                            |                            |                            |

| Partito                    | Partito                                      | Candidato                  | Risultati 8 giugno 2017 | Risultati 8 giugno 2017 |
| Partito                    | Partito                                      | Candidato                  | Voti                    | %                       |
| -------------------------- | -------------------------------------------- | -------------------------- | ----------------------- | ----------------------- |
|                            | Laburista Co-Op                              | Barry Sheerman             | 26 470                  | 60,39                   |
|                            | Conservatore                                 | Scott Benton               | 14 465                  | 33,00                   |
|                            | Verdi                                        | Andrew Cooper              | 1 395                   | 3,18                    |
|                            | Lib Dem                                      | Zulfiqar Ali               | 1 155                   | 2,63                    |
|                            | Yorkshire                                    | Bikatshi Katenga           | 274                     | 0,63                    |
|                            | Indipendente                                 | Marteen Thokkudubiyyapu    | 75                      | 0,17                    |
|                            |                                              |                            |                         |                         |
| Iscritti                   | Iscritti                                     | Iscritti                   | 66 922                  | 100,00                  |
| ↳ Votanti (% su iscritti)  | ↳ Votanti (% su iscritti)                    | ↳ Votanti (% su iscritti)  | 43 834                  | 65,50                   |
| ↳ Astenuti (% su iscritti) | ↳ Astenuti (% su iscritti)                   | ↳ Astenuti (% su iscritti) | 23 088                  | 34,50                   |
|                            |                                              |                            |                         |                         |
|                            | Esito: collegio confermato a Laburista Co-Op |                            |                         |                         |

| Partito                    | Partito                                      | Candidato                  | Risultati 7 maggio 2015 | Risultati 7 maggio 2015 |
| Partito                    | Partito                                      | Candidato                  | Voti                    | %                       |
| -------------------------- | -------------------------------------------- | -------------------------- | ----------------------- | ----------------------- |
|                            | Laburista Co-Op                              | Barry Sheerman             | 18 186                  | 44,93                   |
|                            | Conservatore                                 | Itrat Ali                  | 10 841                  | 26,78                   |
|                            | UKIP                                         | Rob Butler                 | 5 948                   | 14,69                   |
|                            | Verdi                                        | Andrew Cooper              | 2 798                   | 6,91                    |
|                            | Lib Dem                                      | Zulfiqar Ali               | 2 365                   | 5,84                    |
|                            | TUSC                                         | Mike Forster               | 340                     | 0,84                    |
|                            |                                              |                            |                         |                         |
| Iscritti                   | Iscritti                                     | Iscritti                   | 65 187                  | 100,00                  |
| ↳ Votanti (% su iscritti)  | ↳ Votanti (% su iscritti)                    | ↳ Votanti (% su iscritti)  | 40 478                  | 62,10                   |
| ↳ Astenuti (% su iscritti) | ↳ Astenuti (% su iscritti)                   | ↳ Astenuti (% su iscritti) | 24 709                  | 37,90                   |
|                            |                                              |                            |                         |                         |
|                            | Esito: collegio confermato a Laburista Co-Op |                            |                         |                         |

| Partito                    | Partito                                      | Candidato                  | Risultati 6 maggio 2010 | Risultati 6 maggio 2010 |
| Partito                    | Partito                                      | Candidato                  | Voti                    | %                       |
| -------------------------- | -------------------------------------------- | -------------------------- | ----------------------- | ----------------------- |
|                            | Laburista Co-Op                              | Barry Sheerman             | 15 725                  | 38,80                   |
|                            | Conservatore                                 | Karen Tweed                | 11 253                  | 27,77                   |
|                            | Lib Dem                                      | James Blanchard            | 10 023                  | 24,73                   |
|                            | Verdi                                        | Andrew Cooper              | 1 641                   | 4,05                    |
|                            | BNP                                          | Rachel Firth               | 1 563                   | 3,86                    |
|                            | TUSC                                         | Paul Cooney                | 319                     | 0,79                    |
|                            |                                              |                            |                         |                         |
| Iscritti                   | Iscritti                                     | Iscritti                   | 66 324                  | 100,00                  |
| ↳ Votanti (% su iscritti)  | ↳ Votanti (% su iscritti)                    | ↳ Votanti (% su iscritti)  | 40 524                  | 61,10                   |
| ↳ Astenuti (% su iscritti) | ↳ Astenuti (% su iscritti)                   | ↳ Astenuti (% su iscritti) | 25 800                  | 38,90                   |
|                            |                                              |                            |                         |                         |
|                            | Esito: collegio confermato a Laburista Co-Op |                            |                         |                         |

### Elezioni negli anni 2000
| Partito                    | Partito                                      | Candidato                  | Risultati 5 maggio 2005 | Risultati 5 maggio 2005 |
| Partito                    | Partito                                      | Candidato                  | Voti                    | %                       |
| -------------------------- | -------------------------------------------- | -------------------------- | ----------------------- | ----------------------- |
|                            | Laburista Co-Op                              | Barry Sheerman             | 16 341                  | 46,77                   |
|                            | Lib Dem                                      | Emma Bone                  | 7 990                   | 22,87                   |
|                            | Conservatore                                 | David Meacock              | 7 597                   | 21,74                   |
|                            | Verdi                                        | Julie Stewart-Turner       | 1 651                   | 4,73                    |
|                            | BNP                                          | Karl Hanson                | 1 036                   | 2,97                    |
|                            | Indipendente                                 | Theresa Quarmby            | 325                     | 0,93                    |
|                            |                                              |                            |                         |                         |
| Iscritti                   | Iscritti                                     | Iscritti                   | 61 731                  | 100,00                  |
| ↳ Votanti (% su iscritti)  | ↳ Votanti (% su iscritti)                    | ↳ Votanti (% su iscritti)  | 34 940                  | 56,60                   |
| ↳ Astenuti (% su iscritti) | ↳ Astenuti (% su iscritti)                   | ↳ Astenuti (% su iscritti) | 26 791                  | 43,40                   |
|                            |                                              |                            |                         |                         |
|                            | Esito: collegio confermato a Laburista Co-Op |                            |                         |                         |

| Partito                    | Partito                                      | Candidato                  | Risultati 7 giugno 2001 | Risultati 7 giugno 2001 |
| Partito                    | Partito                                      | Candidato                  | Voti                    | %                       |
| -------------------------- | -------------------------------------------- | -------------------------- | ----------------------- | ----------------------- |
|                            | Laburista Co-Op                              | Barry Sheerman             | 18 840                  | 53,25                   |
|                            | Conservatore                                 | Paul Baverstock            | 8 794                   | 24,85                   |
|                            | Lib Dem                                      | Neil Bentley               | 5 300                   | 14,98                   |
|                            | Verdi                                        | John Phillips              | 1 254                   | 3,54                    |
|                            | UKIP                                         | Judith Longman             | 613                     | 1,73                    |
|                            | Alleanza Socialista                          | Graham Hellawell           | 374                     | 1,06                    |
|                            | Laburista Socialista                         | George Randall             | 208                     | 0,59                    |
|                            |                                              |                            |                         |                         |
| Iscritti                   | Iscritti                                     | Iscritti                   | 64 332                  | 100,00                  |
| ↳ Votanti (% su iscritti)  | ↳ Votanti (% su iscritti)                    | ↳ Votanti (% su iscritti)  | 35 383                  | 55,00                   |
| ↳ Astenuti (% su iscritti) | ↳ Astenuti (% su iscritti)                   | ↳ Astenuti (% su iscritti) | 28 949                  | 45,00                   |
|                            |                                              |                            |                         |                         |
|                            | Esito: collegio confermato a Laburista Co-Op |                            |                         |                         |

## Risultati dei referendum

### Referendum sulla permanenza del Regno Unito nell'Unione europea del 2016
|             | Collegio     | Lasciare UE % | Rimanere in UE % |
| ----------- | ------------ | ------------- | ---------------- |
|             | Huddersfield | 51,1%         | 48,9%            |
| Inghilterra | 53,3%        | 46,7%         |                  |
| Regno Unito | 51,9%        | 48,1%         |                  |